# Bassano del Grappa
Pour les articles homonymes, voir Bassano.
Bassano del Grappa est une ville italienne d'environ 43 500 habitants, située dans la province de Vicence en Vénétie, dans l'Italie nord-orientale.

## Géographie
Bassano del Grappa est située au nord-est de la péninsule italienne, au cœur de la Vénétie, dans la province de Vicence.
La cité, au pied des Préalpes vicentines, possède un emplacement privilégié par rapport aux principaux centres du territoire (Padoue, Vicence, Venise, Vérone).

### Hameaux
Hameaux : Campese, Marchesane, Quartiere Prè, Rubbio, San Lazzaro, San Michele, Sant'Eusebio, Valrovina.

### Communes limitrophes
Campolongo sul Brenta, Cartigliano, Cassola, Conco, Marostica, Nove, Pove del Grappa, Romano d'Ezzelino, Rosà, Solagna.

### Voies de communications et transports

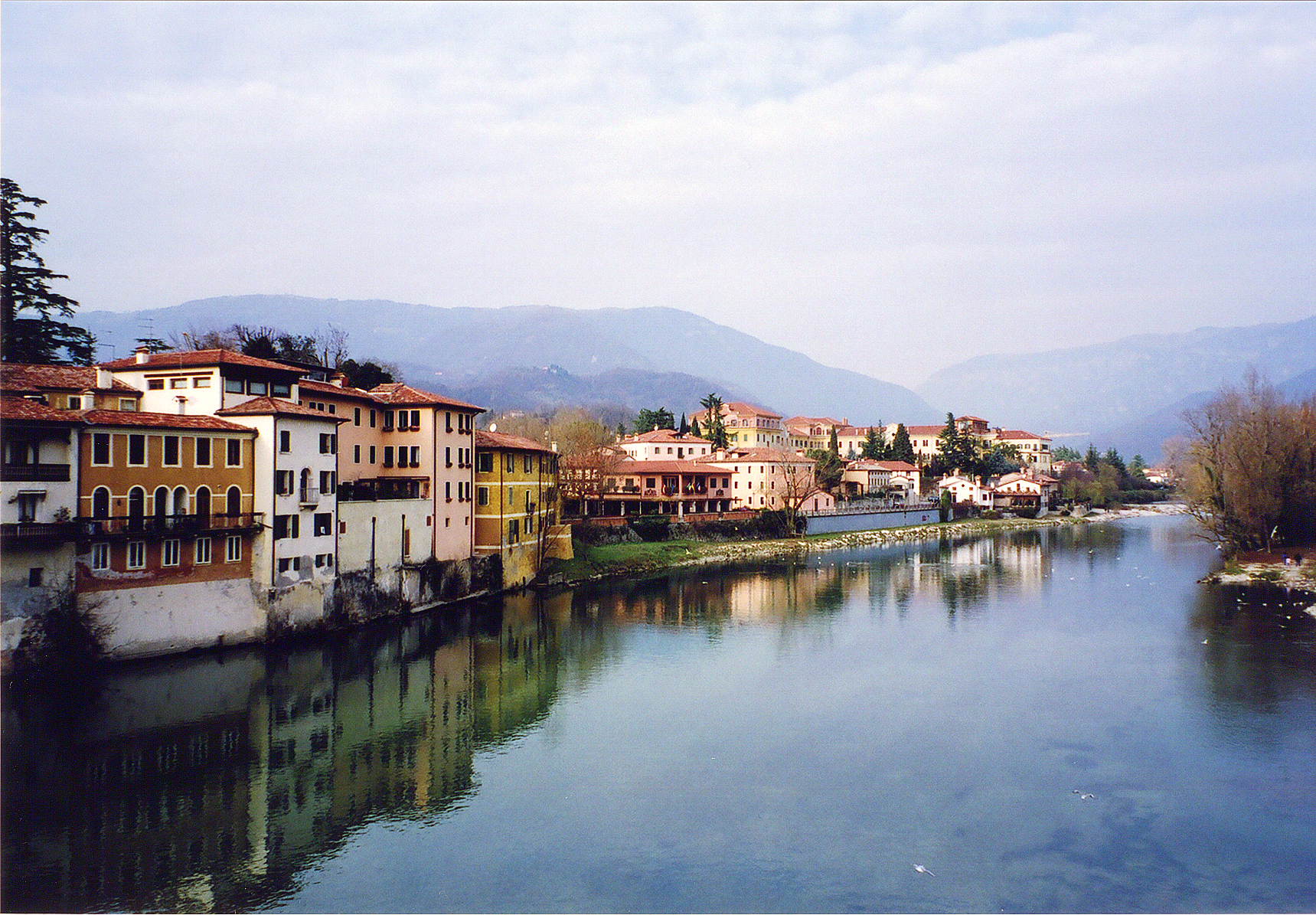
La Brenta à Bassano del Grappa.

#### Voies routières
La « Via del Brenta » est un projet transfrontalier pour promouvoir un seul territoire, l'un situé le long de la rivière Brenta, à partir du Trentin, vers Bassano del Grappa, pour atteindre Venise à travers la Riviera de la Brenta.

#### Transports en commun
- La gare de Bassano del Grappa[3].
- LGV Vérone - Venise, interconnexion avec voie ferrée pour Bassano del Grappa.

### Hydrographie et eaux souterraines
- Brenta (fleuve).

## Histoire
Au XVIIIe siècle, Bassano est l'un des importants centres d'imagerie en Europe, grâce au développement de la firme Remondini. Des ateliers d'impressions sortent des centaines de milliers d'estampes populaires et demi-fines, commercialisées à travers tout le continent et jusqu'en Amérique à l'aide d'un réseau de colporteurs. La famille Remondini est alors également l'un des plus gros éditeurs typographiques de Vénétie.
Bassano, également, connaît le fascisme entre 1922 et 1943. À partir de 1926, le maire est remplacé par un podestà.
Entre le début de la Seconde Guerre mondiale et la chute du fascisme, la ville connaît l’occupation allemande.
L’événement le plus dramatique de la résistance est le ratissage du mont Grappa en 1944 (plus de 500 morts et 400 déportés) avec 31 pendaisons dans les rues de la ville, à la suite de l'opération Piave.
Bassano a été décorée pour ses activités de résistance durant la Seconde Guerre mondiale.

## Administration
| Période                                  | Période  | Identité        | Étiquette     | Qualité |
| ---------------------------------------- | -------- | --------------- | ------------- | ------- |
| 27 juin 2011                             | En cours | Stefano Cimatti | Centre gauche |         |
| Les données manquantes sont à compléter. |          |                 |               |         |

## Économie

### Entreprises et commerces

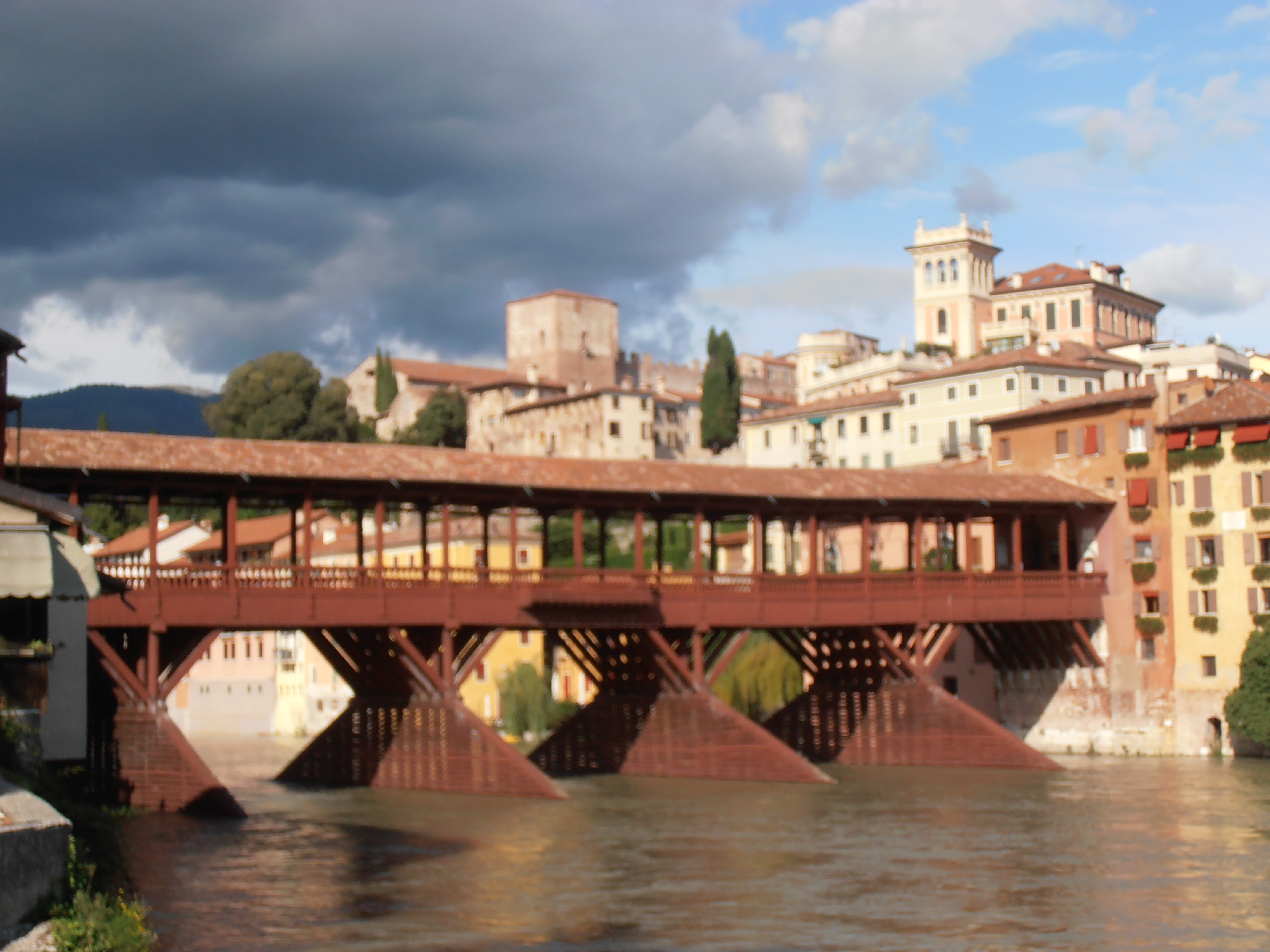
Ponte Vecchio

#### Agriculture
La ville est entourée de collines de vignes et d'oliviers.
La région de Bassano produit des asperges blanches protégées et de la grappa, distillée à Bassano.

#### Tourisme, commerces et artisanat
Dans la ville se trouve un pont historique sur le fleuve Brenta, dû à l'architecte Andrea Palladio. Détruit lors de la Seconde Guerre mondiale, il a été reconstruit par les chasseurs alpins qui lui ajoutèrent deux balcons.
Dans le domaine de l'artisanat, la céramique, traditionnellement produite dans le quartier d'Angarano, et les meubles d'art sont les principales activités.
Vers 1540, Simone Marinoni a fondé à Bassano une fabrique de faïence et Bassano a été très connue grâce à sa production de faïence, dès le XVIIIe siècle. Toutes les manufactures ont fermé à la fin du XXe siècle.
|  |  |

## Monuments et patrimoine

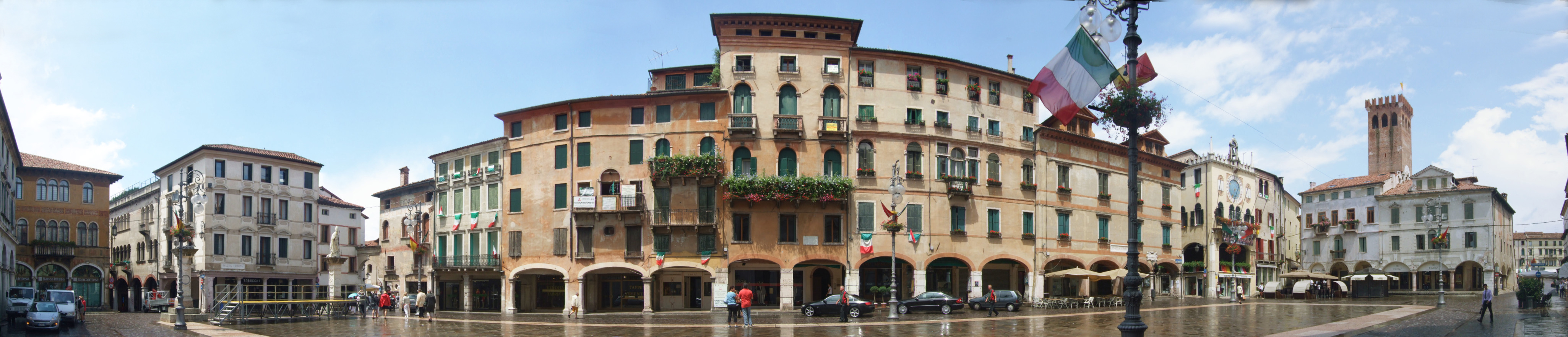
Bassano del Grappa, Piazza della Libertà.

- Le plus grand monument de la ville est  Il ponte degli alpini, d'Andrea Palladio, puis la  Torre civica du sommet de laquelle on a une vue imprenable sur toute la ville.
- La mairie, avec son horloge à cadrans solaires ou méridiennes[5].
- La Porta delle Grazie, tour des grâces, une des voies d'accès aux anciennes murailles.
- L'église de l'Ange[6].
- Montegrappa, la plus ancienne Manufacture d’instruments d’écriture d’Italie.
- Le museo degli Alpini, consacré à l’histoire des chasseurs alpins, installé dans les sous-sols de la Taverne Al Ponte[7].
- Le musée civique[8].
- Le musée de la Céramique, Musée Remondini dans le Palazzo Sturm, du XVIIIe siècle[9].
- Le Palazzo Agostinelli, offert  à la ville de Bassano par un legs testamentaire de la danseuse Mary Dirhoui Megrditchian Agostinelli.
- Le Palazzo Roberti (it).
- La distillerie Poli et son musée.

## Événements et animations

### Animations, fêtes, foires, sport
- La foire « Fiera Franca di Bassano », qui anime la ville et ses alentours chaque année au début d’octobre.
- Expositions au Palazzo Agostinelli sur des thématiques et éducatives et des événements consacrés à l'art.
- L'arrivée de la course cycliste Veneto Classic a lieu sur la Piazza della Libertà.

## Personnalités liées à la ville
- L'artiste Jacopo Bassano (1515-1592) est né, a vécu et est mort à Bassano ; il a pris le nom de la ville pour surnom comme ses fils Leandro Bassano (1557-1622), Francesco Bassano le Jeune (1559-1592), Gerolamo Bassano (1566-1621) et  Giovanni Battista Bassano (1553-1613), peintres à son atelier.
- Jacopo Bassano (1510/18-1592), peintre.
- Gaetano Maria Travasa, historien italien, y est né.
- Bartolommeo Gamba (1766-1841), bibliographe italien, y est né.
- Élisabeth Vendramini (1790-1860), religieuse fondatrice des franciscaines élisabethines.
- Gaétane Sterni (1827-1889), religieuse fondatrice des sœurs de la volonté divine.
- Tito Gobbi (1913-1984), baryton, acteur, metteur en scène et dessinateur de costumes.
- Luigi Agnolin (1943-2018), arbitre italien de football.
- The Bloody Beetroots, musique électronique.
- Pierpaolo Ferrazzi (1965-), canoéiste, champion olympique de slalom.
- Andrea Pasqualon (1988-), coureur cycliste italien.
- Gian Luigi Polidoro (1927-2000), réalisateur italien.
- Francesca Michielin (1995-), chanteuse et compositrice italienne.
- Andrea Logiudice (1982-), acteur international[10],[11].
- Fabio Baggio (1965-), cardinal italien.

## Jumelages
- Voiron (France)[12]
- Mühlacker (Allemagne)